# Retama
Ретама, ротем (Retama, івр. רותם) — рід квіткових кущів родини бобових Fabaceae. Належить до триби Genisteae. Кущі Retama зустрічаються в Північній Африці, Леванті та деяких частинах Південної Європи. Retama raetam і Retama monosperma мають білі квіти, тоді як Retama sphaerocarpa має жовті квіти. У таксономії залишається відкритим питання, чи слід членів роду Retama включати в рід Genista (див. Genisteae).
Види містять цитизин, токсичний алкалоїд.

## Таксономія
Рід Retama був описаний у 1838 році Костянтином Самуелем Рафінеском, назва роду походить від арабської назви. Рафінеск зазначив, що цей рід був включений в інші роди, включаючи Spartium, Cytisus і Genista, але він вважав його окремим.

## Види
Кількість видів у роді та його межі варіюють. Plants of the World Online має такі види:
- Retama dasycarpa Coss.
- Retama monosperma (L.) Boiss.
- Retama raetam (Forssk.) Webb & Berthel.
- Retama rhodorhizoides (Webb & Berthel. ) Webb & Berthel.
- Retama sphaerocarpa (L.) Boiss.

## Культурне значення
Ретама може згадуватися в Біблії, у 1 Царів 19:4, Псалмах 120:4 та Йові 30:4, під назвою ротем (Євр. רוֹתֶם/רֹתֶם). Згідно з багатьма єврейськими коментаторами Біблії, Ретама використовується в Біблії як символ наклепу, оскільки під час спалювання її вугілля залишатиметься гарячим ще довго після того, як стане чорним. Однак цей переклад заперечується, оскільки інші коментатори перекладають слово як «ялівець».